# James Cassius Williamson

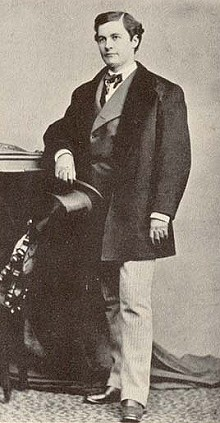
J. C. Williams als junger Mann

James Cassius Williamson (* 26. August 1845 in Mercer, Pennsylvania; † 6. Juli 1913 in Paris, Frankreich) war ein australischer Schauspieler und Bühnen-Impresario.

## Leben
Williamson trat zum ersten Mal zwölfjährig auf einer Bühne auf. Er wurde 1861 Botenjunge und Assistent der Theaterkompagnie Messres. Hurd and Perkins  und 1862 Mitglied des Royal Lyceum Theatre in Toronto. Danach trat er in New York als Dialekt-Komiker auf.
1871 ging er nach San Francisco. Hier lernte er die Schauspielerin Maggie Moore kennen, die er 1873 heiratete. Im gleichen Jahr traten sie in dem Stück Struck Oil in der Bearbeitung von Clay M. Greene in Salt Lake City auf. Unter Vertrag bei George Coppin kamen sie nach Australien. Hier eröffneten sie mit dem Stück 1874 das Theatre Royal in Melbourne, traten im Queen's Theatre in Sydney auf und unternahmen von 1875 bis 1879 eine Tournee durch Europa und Amerika.
1879 erwarb Williamson die Aufführungsrechte an Gilbert und Sullivans H.M.S. Pinafore für Australien und trat unter dem Management von Coppin mit der Operette in Melbourne und Sydney auf. 1880 gründete er die Royal Comic Opera Company, die im Folgejahr das Theatre Royal in Melbourne. Ab 1882 arbeitete er mit Arthur Garner und George Musgrove zusammen. Gemeinsam holten sie Schauspieler wie George Rignold, Dion Boucicault und Nellie Stewart nach Australien und eröffneten 1886 mit der Operette Der Mikado das New Princess’s Theatre in Melbourne.
1891 gelang es Williamson und Garner, die berühmte Sarah Bernhardt nach Australien zu holen. Die Saison war so erfolgreich, dass Williamson Garner – Musgrove hatte sich vorher von beiden getrennt – auszahlen konnte. Ab 1892 arbeitete er wieder mit Musgrove zusammen, mit dem er 1896 die überaus erfolgreiche australische Pantomime Djin Djin produzierte und der bis zur endgültigen Trennung 1899 sein Vertreter in London war. 1899 heiratete er nach der Scheidung von seiner ersten Frau die Tänzerin Mary Alice Weir.
Bis 1900 leitete Williamson das Princess's Theater allein, danach übernahm er das Alexandra Theatre in Melbourne, das er in Her Majesty's umbenannte, und das Her Majesty's in Sydney. 1904 gründete er eine Gesellschaft mit seinem Manager George Tallis und Gustave Ramaciotti, mit der er Spektakel mit über 600 bezahlten Mitarbeitern auf die Bühne brachte.
1910 gründete er die J. C. Williamson Ltd mit Ramaciotti als Manager, mit der er erfolgreiche Australientourneen mit H. B. Irving und Nellie Melba organisierte. Seine letzten Lebensjahre verbrachte Williamson überwiegend in Europa. Auf der Rückreise von einer Benefizvorstellung zu Gunsten der Witwen der Südpolexpedition von Robert Falcon Scott in Sydney starb er am 6. Juli 1913 in Paris. Seine Theaterkompagnie arbeitete unter verschiedenen Geschäftsführern weiter bis 1976.